# Сува Морава
Сува Морава је насеље у Србији у општини Владичин Хан у Пчињском округу. Према попису из 2022. било је 693 становника (према попису из 2011. било је 821 становника).
Овде се налази Железничка станица Сува Морава. Индустријски је центар општине Владичин Хан.

## Демографија
У насељу Сува Морава живи 670 пунолетних становника, а просечна старост становништва износи 38,1 година (37,3 код мушкараца и 38,9 код жена). У насељу има 271 домаћинство, а просечан број чланова по домаћинству је 3,17.
Ово насеље је великим делом насељено Србима (према попису из 2002. године), а у последња три пописа, примећен је пораст у броју становника.
|  |

| Демографија | Демографија | Демографија |
| Година      | Становника  | Становника  |
| ----------- | ----------- | ----------- |
| 1948.       | 499         |             |
| 1953.       | 507         |             |
| 1961.       | 508         |             |
| 1971.       | 529         |             |
| 1981.       | 662         |             |
| 1991.       | 793         | 780         |
| 2002.       | 859         | 891         |
| 2011.       | 821         |             |
| 2022.       | 693         |             |

| Етнички састав према попису из 2002.‍ | Етнички састав према попису из 2002.‍ | Етнички састав према попису из 2002.‍ | Етнички састав према попису из 2002.‍ | Етнички састав према попису из 2002.‍ |
| ------------------------------------ | ------------------------------------ | ------------------------------------ | ------------------------------------ | ------------------------------------ |
|                                      |                                      |                                      |                                      |                                      |
| Срби                                 | Срби                                 |                                      | 852                                  | 99,18%                               |
| Роми                                 | Роми                                 |                                      | 1                                    | 0,11%                                |
| Муслимани                            | Муслимани                            |                                      | 1                                    | 0,11%                                |
| непознато                            | непознато                            |                                      | 1                                    | 0,11%                                |

| Година пописа     | 1948. | 1953. | 1961. | 1971. | 1981. | 1991. | 2002. |
| ----------------- | ----- | ----- | ----- | ----- | ----- | ----- | ----- |
| Број домаћинстава | 87    | 91    | 101   | 127   | 179   | 224   | 271   |

| Број чланова      | 1  | 2  | 3  | 4  | 5  | 6 | 7 | 8 | 9 | 10 и више | Просек |
| ----------------- | -- | -- | -- | -- | -- | - | - | - | - | --------- | ------ |
| Број домаћинстава | 33 | 65 | 58 | 77 | 23 | 9 | 4 | 1 | 1 | 0         | 3,17   |

| Пол    | Укупно | Неожењен/Неудата | Ожењен/Удата | Удовац/Удовица | Разведен/Разведена | Непознато |
| ------ | ------ | ---------------- | ------------ | -------------- | ------------------ | --------- |
| Мушки  | 350    | 89               | 242          | 14             | 5                  | 0         |
| Женски | 363    | 78               | 235          | 42             | 8                  | 0         |
| УКУПНО | 713    | 167              | 477          | 56             | 13                 | 0         |

| Пол    | Укупно                    | Пољопривреда, лов и шумарство | Рибарство                            | Вађење руде и камена | Прерађивачка индустрија       |
| ------ | ------------------------- | ----------------------------- | ------------------------------------ | -------------------- | ----------------------------- |
| Мушки  | 204                       | 10                            | 0                                    | 0                    | 132                           |
| Женски | 96                        | 8                             | 0                                    | 0                    | 53                            |
| УКУПНО | 300                       | 18                            | 0                                    | 0                    | 185                           |
| Пол    | Производња и снабдевање   | Грађевинарство                | Трговина                             | Хотели и ресторани   | Саобраћај, складиштење и везе |
| Мушки  | 4                         | 8                             | 13                                   | 0                    | 13                            |
| Женски | 3                         | 2                             | 9                                    | 0                    | 0                             |
| УКУПНО | 7                         | 10                            | 22                                   | 0                    | 13                            |
| Пол    | Финансијско посредовање   | Некретнине                    | Државна управа и одбрана             | Образовање           | Здравствени и социјални рад   |
| Мушки  | 1                         | 0                             | 15                                   | 3                    | 1                             |
| Женски | 0                         | 1                             | 3                                    | 8                    | 8                             |
| УКУПНО | 1                         | 1                             | 18                                   | 11                   | 9                             |
| Пол    | Остале услужне активности | Приватна домаћинства          | Екстериторијалне организације и тела | Непознато            | Непознато                     |
| Мушки  | 0                         | 0                             | 0                                    | 4                    | 4                             |
| Женски | 0                         | 0                             | 0                                    | 1                    | 1                             |
| УКУПНО | 0                         | 0                             | 0                                    | 5                    | 5                             |